# 万歳山城
万歳山城（まんざいやまじょう）は、奈良県葛城市（旧・大和国葛下郡）にあった日本の城（山城）。万歳城とも呼ばれるが、中世史料に現れる「万歳城」は4.3キロメートル東の万歳平城を指す。

## 概要
万歳山城は、當麻寺の西1.2キロメートルの万歳山にある城で、標高380メートル、比高275メートルの地点に位置する。西北の尾根続きに二上山城があり、南には竹内街道が通っている。
平田荘の荘官として平安時代後期より葛下郡に勢力を築いた万歳氏の城といわれ、万歳平城の詰城として築かれたと考えられた。『大和志』にも、万歳山城に万歳治部少輔が拠ったと記されている。その一方で、永禄2年（1559年）以降に大和に進出した松永久秀の重臣である竹内秀勝が築城した可能性も指摘される。
城域は東西430メートル、南北300メートルにわたり、奈良県内では龍王山城・信貴山城に次ぐ規模とされている。縄張については、主要部の最高所となる郭を扇の要として、そこから東と南に伸びる土塁に挟まれて、多数の郭が段状に連なっている。南に伸びる土塁に面した南西側山腹には畝状空堀群があり、県内最大規模とされている。
廃城時期については、天正8年（1580年）に織田信長が筒井順慶に対し郡山城以外の大和の城を破却するよう命じていることから、その時であると考えられる。